# Гроссето
Гроссе́то (итал. Grosseto) — коммуна в области Тоскана, в 14 км от берега Тирренского моря. Административный центр одноимённой провинции и главный город области Маремма. Когда-то вокруг городка простирались малярийные болота и озёра, затем равнина была осушена. На территории провинции расположены термальные источники Сатурнии.
Население коммуны, на 01.01.2023 года, составляло 81 608 человек, плотность населения ─172,34 чел./км².
Коммуна Гроссето разделена на фракции: Альберезе, Батиньяно, Бракканьи, Истия д'Омброне, Марина-ди-Гроссето, Монтепескали, Номадельфия, Принчипина-а-Маре, Принчипина-Терра, Риспесия, Баньо-Розелле.
Покровителем города почитается святой Лаврентий, празднование 10 августа.

## История
В древности в этих местах жили этруски, основавшие в 5 км от современного города поселение Руселлы, потом им на смену пришли римляне. Гербом города ещё со времен гибеллинов является изображение грифона, что символизирует происхождение города и граждан от этрусков.
Первое упоминание о городе датируется 803 годом, когда владения церкви Сан-Джорджо перешли к семье Альдобрандески. Именно этой семье город обязан своим дальнейшим развитием.
В 1137─1138 годах жители города выдержали жестокую осаду баварского герцога Салической династии. В это же время сюда из Руселл переезжает епископ, а в 1151 году Гроссето приносит присягу верности Сиене, подписав с ней также договор о торговле солью.
В 1204 году город подписывает Carta delle Libertà — документ, регулировавший отношения между гражданами и правителями из семьи Альдобрандески.
После прихода к власти Медичи Гроссето переходит из-под власти Сиены к сфере влияния Флоренции. Тогда же здесь выросли крепкие крепостные стены и была построена цитадель. Когда после Венского конгресса Тосканское герцогство перешло к Габсбургам, они разработали план осушения местных болот, вызывавших каждый год эпидемии малярии. Одному из Габсбургов, великому герцогу Леопольдо II, на центральной площади Гроссето установлен памятник.

## Достопримечательности
Свой нынешний вид город получил после 1930 года, когда Муссолини приказал благоустроить Маремму для приёма туристов. Старая часть города окружена шестиугольной стеной, строительство которой начал в XVI веке Франческо Медичи, а продолжили его преемники. Из памятников старины сохранился городской Собор, церковь Сан-Франческо и другие исторические памятники. Местный археологический музей славится древностями римской и этрусской эпох, многие из которых были добыты археологами при раскопках города Руселлы.

## Города-побратимы
- Биркиркара, Мальта
- Димитровград, Болгария
- Касивара, Япония
- Котбус, Германия
- Монтрёй, Франция
- Нарбон, Франция
- Сент-Мари-де-ла-Мер, Франция
- Шымкент, Казахстан

## Известные личности
- Лучо Корси (итал. Lucio Corsi) — представитель Италии на конкурсе песни «Евровидение-2025», с песней «Volevo Essere un Duro».

## Фотогалерея

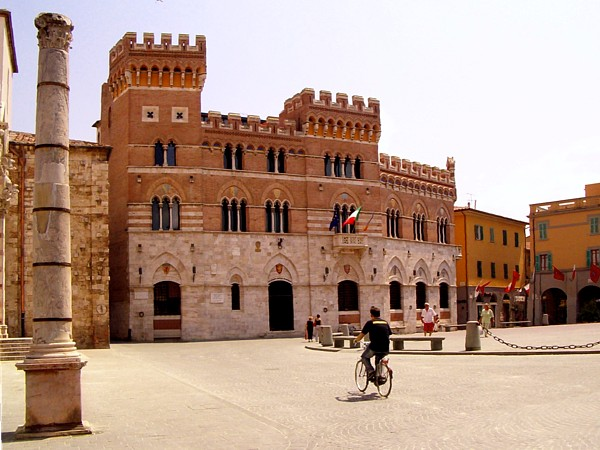
Палаццо Альдобрандини
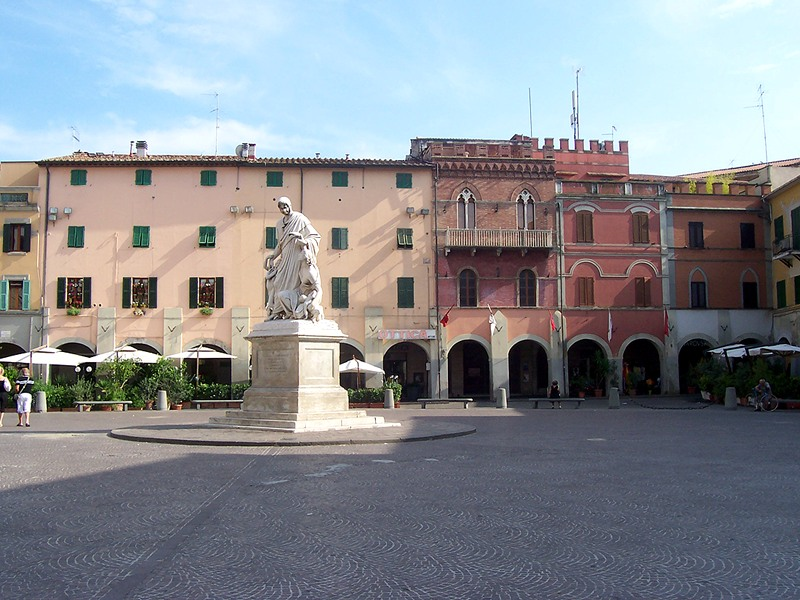
Площадь Данте
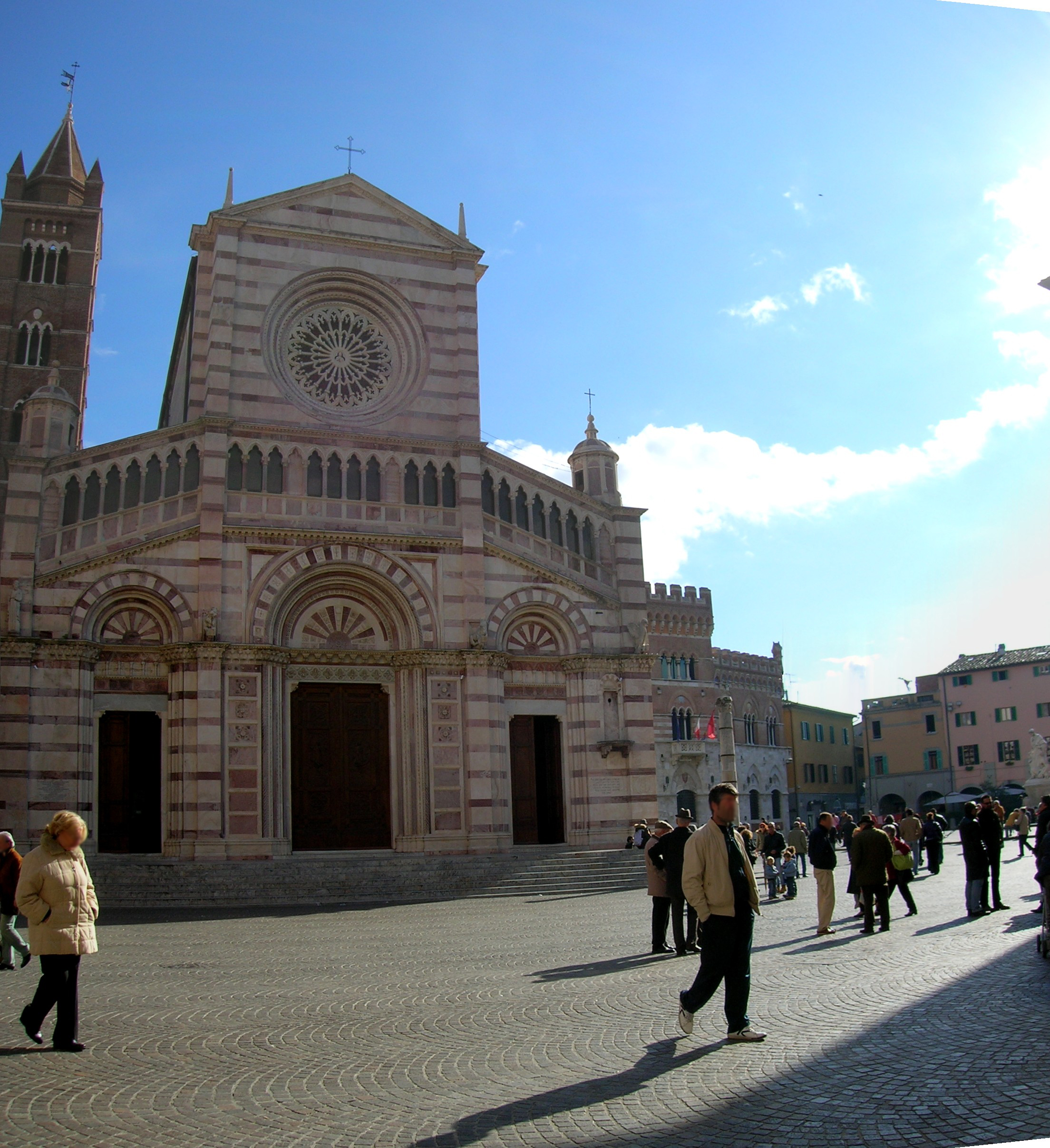
Кафедральный собор
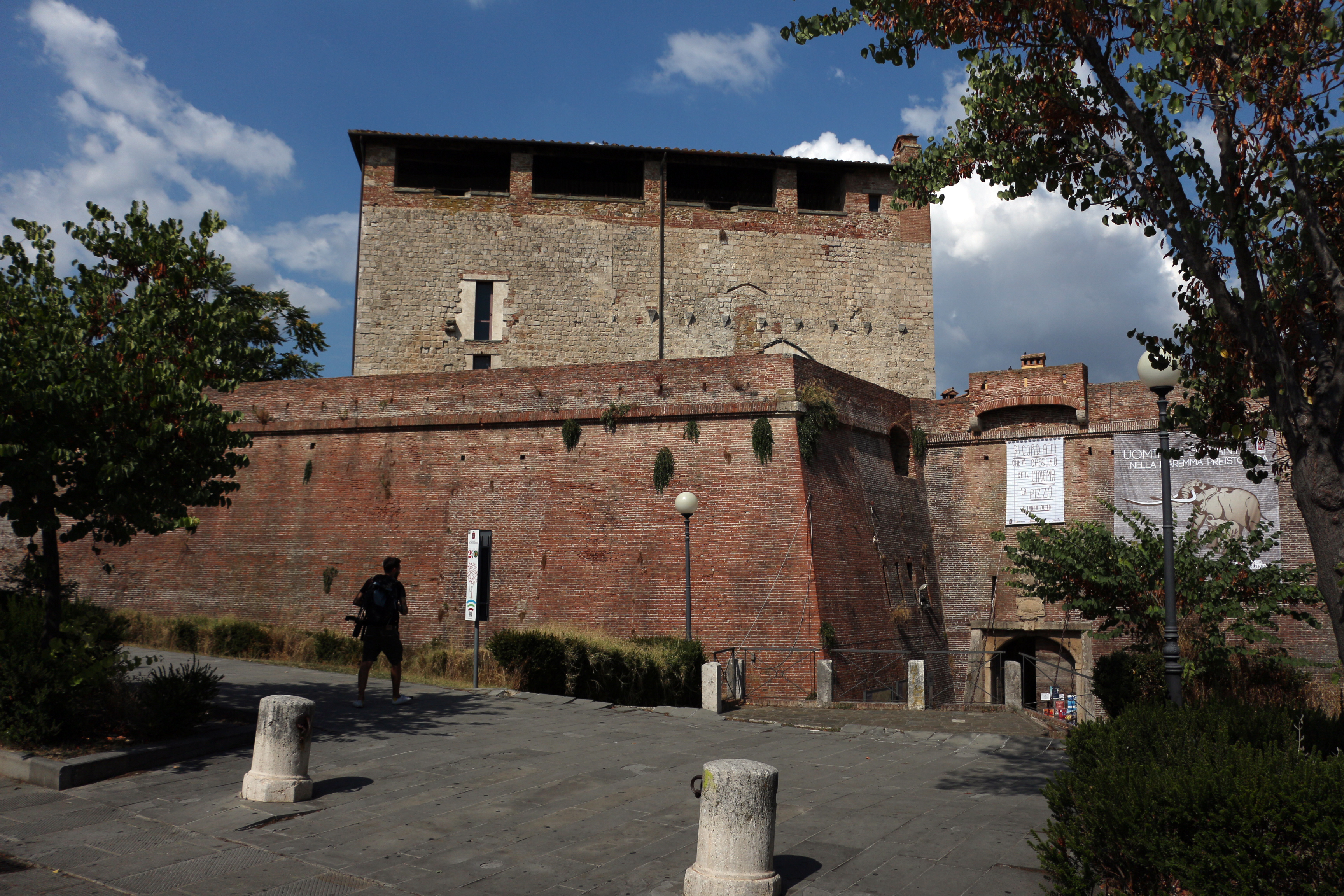
Бастионы городской крепости
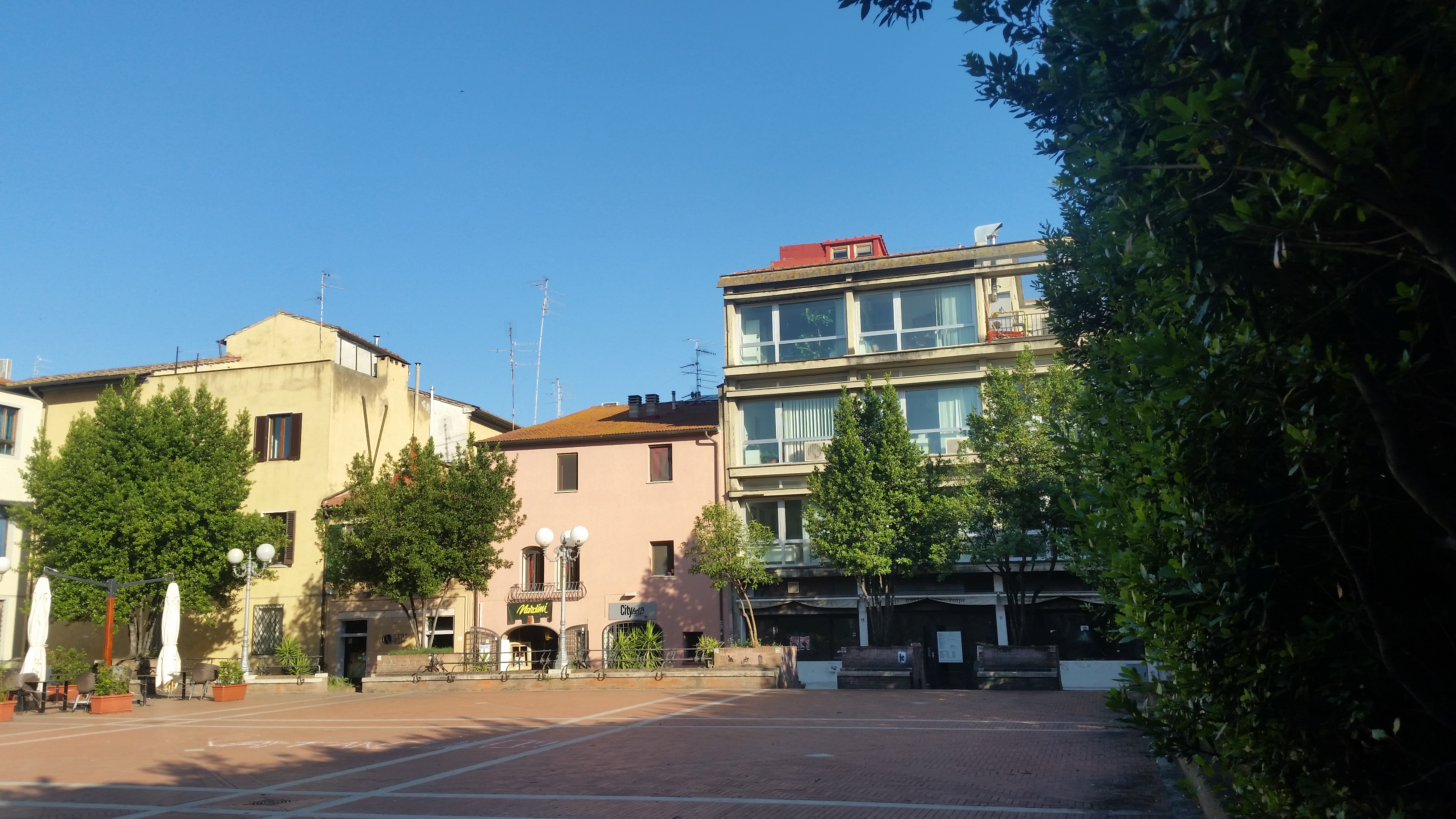
Площадь Сан-Франческо